# أنطونيو جاسينتو
أنطونيو جاسينتو (بالبرتغالية: António Jacinto‏) هو ناشط سياسي وشاعر أنغولي، ولد في 28 سبتمبر 1924 في لواندا في أنغولا، وتوفي في 23 يونيو 1991 في لشبونة في البرتغال.

## وصلات خارجية
- أنطونيو جاسينتو على موقع الموسوعة البريطانية (الإنجليزية)
- أنطونيو جاسينتو على موقع ديسكوغز (الإنجليزية)